# Итобаал III
Итобаал III (Итто-баал, Этбаал; «близость Баала» или «Баал с ним»; финик. 𐤀𐤕𐤁𐤏𐤋 Ito-ba‘al или Eth-ba‘al, ивр. אֶתְבַּ֙עַל֙‎, др.-греч. ’Ιθωβάλος; умер между 573 и 571 до н. э.) — царь Тира (между 600 и 588 до н. э. — между 573 и 571 до н. э.).

## Биография

Тир в составе Нововавилонского царства

### Исторические источники
О Итобаале III сообщается в трактате Иосифа Флавия «Против Апиона». В нём со ссылкой на историка Менандра Эфесского приводится список правителей Тира. О тирско-вавилонских отношениях упоминается и в другом труде Иосифа Флавия — «Иудейских древностях». Также о связанных с Тиром событиях времён правления Итобаала III упоминается в «Книге пророка Иезекииля» (Иез. 26—29), «Книге пророка Иеремии» (Иер. 27) и трудах античных авторов.

### Начало правления
Начало правления Итобаала III датируется началом VI века до н. э.: называются даты от 600 до 588 года до н. э. включительно. Кто был его непосредственным предшественником на престоле, точно не установлено. Предыдущим достоверно известным правителем Тира был Баал I, скончавшийся между 660-м и 640-м годом до н. э. Возможно, тому наследовал его сын Йахимилк, который мог править приблизительно до 630 года до н. э. Предполагается, что Итобаал III мог быть возведён на тирский престол под давлением правителей Египта.
В пророчестве Иезекииля (Иез. 27) сохранились сведения о Тире и его владениях. В том числе, в тексте большое внимание уделено описанию торговой деятельности тирцев.

### Восстание против Навуходоносора II
Правление Итобаала III пришлось на время борьбы за власть над Финикией, Левантом и Палестиной между правителями Нововавилонского царства и Египта. Предполагается, что после походов Навуходоносора II в Финикию правитель Тира был вынужден признать себя его данником. Однако Итобаал III продолжил поддерживал контакты и с египетскими фараонами Псамметихом II и Априем, надеясь с их помощью освободиться от верховной власти вавилонского правителя.
Об участии в 594 или 593 году до н. э. неназванного по имени тирского царя в восстании против Навуходоносора II упоминается в Библии. Согласно «Книге пророка Иеремии» (Иер. 27), цари Тира, Сидона, Моава и Аммона заключили союз и пытались привлечь к восстанию правителя Иудейского царства Седекию. Занимал ли Итобаал III к тому времени тирский престол, достоверно не известно.
Согласно историческим источникам, Итобаал III в начале 580-х годов до н. э. присоединился к восстанию против царя Навуходоносора II. В мятеже также участвовали царь Иудеи Седекия, идумеи, моавитяне, аммонитяне и сидоняне. Возможно, что ещё до падения Иерусалима в 587 или 586 году до н. э. Итобаал III покинул ряды восставших. Это мнение основывается на словах пророка Иезекииля о «низвергнутом херувиме» (Иез. 26), которые относят к Итобаалу III, и о божьем гневе, уготованном жителям Тира. Тем не менее, ещё до окончательного поражения восставших иудеев армия Навуходоносора II осадила Тир. Вавилоняне держали город в осаде тринадцать лет: с 586 по 573 год до н. э. Сопротивляться столь долгое время тирцам позволила помощь египтян, доставлявших им продовольствие морским путём. По свидетельству Иезекииля, несмотря на строительство вавилонянами осадных укреплений, Тир так и не был взят (Иез. 29). Тем не менее, Итобаал III был вынужден снова признать себя данником Навуходоносора II, и дать согласие на переселение части тирцев в окрестности Урука.

### Последние годы
О дальнейшей судьбе Итобаала III имеются противоречивые свидетельства. По одним данным, он был уведён как пленник в Вавилон. По другим, сохранил свободу и власть, и даже по приказу Навуходоносора II посылал флот для войны с Египтом. Достоверно известно только то, что правление Итобаала III после завершения осады Тира вавилонянами было очень непродолжительным. Не позднее 571 года до н. э. новым правителем Тира в источниках называется уже царь Баал II.